# Matsugae Taisuke
Taisuke Matsugae (sinh ngày 15 tháng 12 năm 1982) là một cầu thủ bóng đá người Nhật Bản.

## Sự nghiệp câu lạc bộ
Taisuke Matsugae đã từng chơi cho JEF United Chiba và Blaublitz Akita.